# Jostein Flo
Jostein Flo (Flo, 1964. október 3. –) norvég labdarúgócsatár. Öccsei (Tore André és Jarle), unokatestvére (Håvard), unokaöccse (Ulrik) és rokona (Per-Egil) is labdarúgók.